# 友廣南実
友廣 南実（ともひろ みなみ、2001年9月9日 - ）は、CBCテレビアナウンサー、気象予報士。

## 来歴
大阪府豊中市緑丘出身。名前の由来は『タッチ』のヒロインである浅倉南。同志社香里高等学校から同志社大学法学部政治学科へ進学。大学在学中は、芸能事務所のセイに所属していた。
学生時代に気象予報士試験を8回受験。大学1年時の2021年に、令和2年度第2回試験での合格を経て、気象予報士の資格を取得した。3年時の2022年4月に放送開始となった、朝日放送テレビ『newsおかえり』（平日夕方の関西ローカル向け報道・情報番組）における「現役大学生の気象予報士」として中西花（当時は関西学院大学1年生）と共に同番組の気象キャスターへ抜擢。自身は4年時（2023年）の12月まで、週3日のペースで天気予報を伝えていた。
一方、大学2年時に「ミスキャンパス同志社2021」にてグランプリとなる。2022年3月24日（2年時終盤）には、『第2回学生アナウンス大賞』（日本国内の大学生・大学院生から次世代を担うアナウンサーを発掘する目的でフジテレビジョンが主催していたコンテスト）にて「CanCam賞」及び「フジテレビアナトレ賞」を受賞。なお、のちにCBCテレビのアナウンサーとして同期入社した小川実桜も同大賞におけるファイナリスト。
フジテレビアナトレ出身。
2024年4月、CBCテレビにアナウンサーとして入社（同期は小川実桜、瀧川幸樹、中村彩賀）。初鳴きは同年8月5日放送のラジオ番組『つボイノリオの聞けば聞くほど』及び、同日放送のテレビ番組『チャント!』。
2024年10月より『ゴゴスマ -GO GO!Smile!-』木曜日アシスタントを務めている。

## 人物

### 気象予報士
- 気象予報士の受験に至る経緯は、友廣が小学生の時にテレビで見ていた「お天気お姉さん」への憧れから始まり、信頼されるアナウンサーを志すようになったことから[18]。また、サッカー部のマネージャーだった高校時代に、練習中の急な雷による部活動の中断を何度も経験したことから「この天気を予測できたら」と感じたことも契機の一つ[9]。
- 中学時代に父親からテキストを与えられ、高校在学中から勉強・受験を開始し8度目の受験で合格した。アナウンサーになることをモチベーションとし資格勉強に励んだが、時には焦ることもあったと述懐している[18]。

### アナウンサー
- 「ミスキャンパス同志社2021」にエントリーした経緯は、アナウンサーを志すにあたって、人前に立つことや自分の思いを言葉にすることの難しさを感じたこと、アナウンサーとしての適性を自身で確認するため[18]。
- アナウンサーを志したきっかけは、小学4年生の時に母親の知り合いである脇屋香名子と知り合ったことで、遠い存在だったアナウンサーを身近に感じられ目指すようになったと語っている[18]。

## 趣味・特技・嗜好
- 趣味はスポーツ観戦[1]。阪神タイガースの大ファン。阪神戦を球場観戦する際は、阪神のレプリカユニフォーム姿で応援するという[19]。2021年9月29日、阪神甲子園球場における阪神対広島東洋カープ戦が『関関同立企画 キャンパスフェスナイター』だったことから、「ミスキャンパス同志社2021」のファイナリストだった友廣が参加者を代表して試合前のセレモニーにて佐藤輝明（阪神内野手）に花束を渡した[20][21]。
- 好きな曲は森七菜「スマイル」[1][22]。好きな食べ物は、お抹茶[7][22]、焼き芋[23]ホットケーキ[24]。
- 好きな飲み物はカフェ・ラッテ[25]。座右の銘は「努力に勝る天才なし」[7][22]。自身を漢字一文字で表すと「真」[26]。「ミスキャンパス同志社2021」のフリーペーパーでは「#奮励努力[27]」「ムードメーカー 兼 犬」と紹介されている[26]。

## 現在の出演番組

### テレビ
- CBCニュース（不定期）
- ゴゴスマ -GO GO!Smile!-（2024年10月3日 - 、木曜日アシスタント)
- チャント!（2024年10月4日 - 、金曜日サブキャスター)
- なるほどプレゼンター!花咲かタイムズ（2024年10月5日 - 、リポーター、天気コーナー担当（2025年4月 - ）
  - （2025年6月14日・8月2日）気象予報士推しスポットのコーナー
- 東海ティーンズバトル（2025年3月1日、8日、15日、22日、29日、MC）

### ラジオ
- CBCニュース（不定期）

### 他局での出演
- 週刊さんまとマツコ（TBSテレビ）（2025年1月23日SP、1月26日#163）

## 過去の出演番組
- AIが描いてみた バーンセン美術館（2024年10月‐2025年4月、 瀧川幸樹、中村彩賀、小川実桜と不定期担当）

## 学生時代の出演番組
- 猛虎キャンプリポート（CSスポーツチャンネルスカイA）
  - 大学2年時の2022年1 - 2月[28][29][30]および、4年時（CBCテレビ入社直前）の2024年2月放送分に出演[31]。
- newsおかえり（朝日放送テレビ） - 気象キャスター（2022年4月 - 2023年12月27日[32]）
  - 火・水・金曜日（2022年4月 - 2023年9月22日）[33]
  - 月・火・金曜日（2023年9月25日 - 2023年12月27日）